# Marie Coenen
Marie Coenen (Lauw - Tongeren, 1668), weduwe van Renier Nijs uit Tongeren, was een slachtoffer van de heksenvervolging in Europa.

## Duivelsmerk
Van Marie werd gezegd dat zij iemand een zware ziekte had bezorgd door haar handen op borst en schouders van het slachtoffer te leggen. Een man was door haar omhelzing impotent geworden. Ook haar dochter zou door 'haer bose asem' verscheidene Tongeraars betoverd hebben.
Tijdens het verhoor werd bij Marie Coenen het hoofdhaar afgeschoren. De rechters ontdekten een litteken 'zijnde een plexken als een graen van raepzaad'. Het werd als een duivelsmerk herkend omdat Marie geen pijn voelde toen erin geprikt werd.
Marie Coenen werd gefolterd en bekende dat ze zeven jaar al vóór haar huwelijk door de duivel werd bezocht. Ze was in een stal de koe aan het melken toen de duivel verscheen. Hij had de vorm van haar lief aangenomen. Zij liet toe dat hij haar streelde maar toen ze merkte 'dat hij een dinck hadde soo kalt als een kiekei (ijskegel)' riep ze luid Jezus' naam en de duivel verdween. Na haar huwelijk werd ze nog door de Boze bezocht en gaf ze toe aan zijn verleiding.
Marie Coenen stierf in 1668 op de brandstapel in Tongeren.